# San Pedro Nopala
San Pedro Nopala är en ort i Mexiko.   Den ligger i kommunen San Pedro Nopala och delstaten Oaxaca, i den sydöstra delen av landet, 250 km sydost om huvudstaden Mexico City. San Pedro Nopala ligger 2 098 meter över havet och antalet invånare är 405.
Terrängen runt San Pedro Nopala är huvudsakligen kuperad. San Pedro Nopala ligger nere i en dal. Runt San Pedro Nopala är det glesbefolkat, med 11 invånare per kvadratkilometer. Närmaste större samhälle är Tamazulapam Villa del Progreso, 14,4 km söder om San Pedro Nopala. Trakten runt San Pedro Nopala består i huvudsak av gräsmarker.